# Casa de Torre Aledo
La Casa Torre Aledo es una mansión construida a finales del siglo XIX en la pedanía de Churra (Murcia).

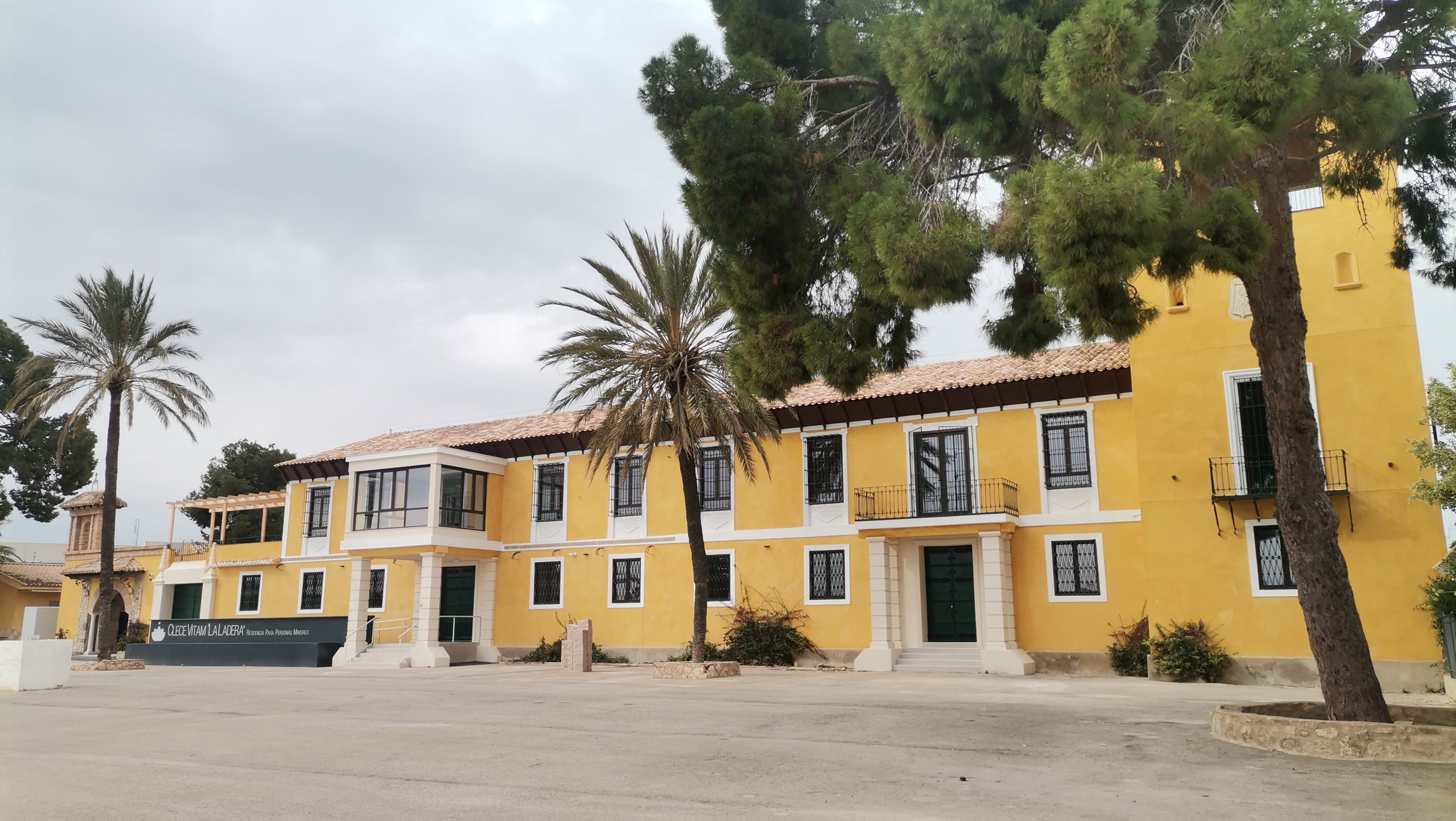
Casa de Torre Aledo reformada en 2024

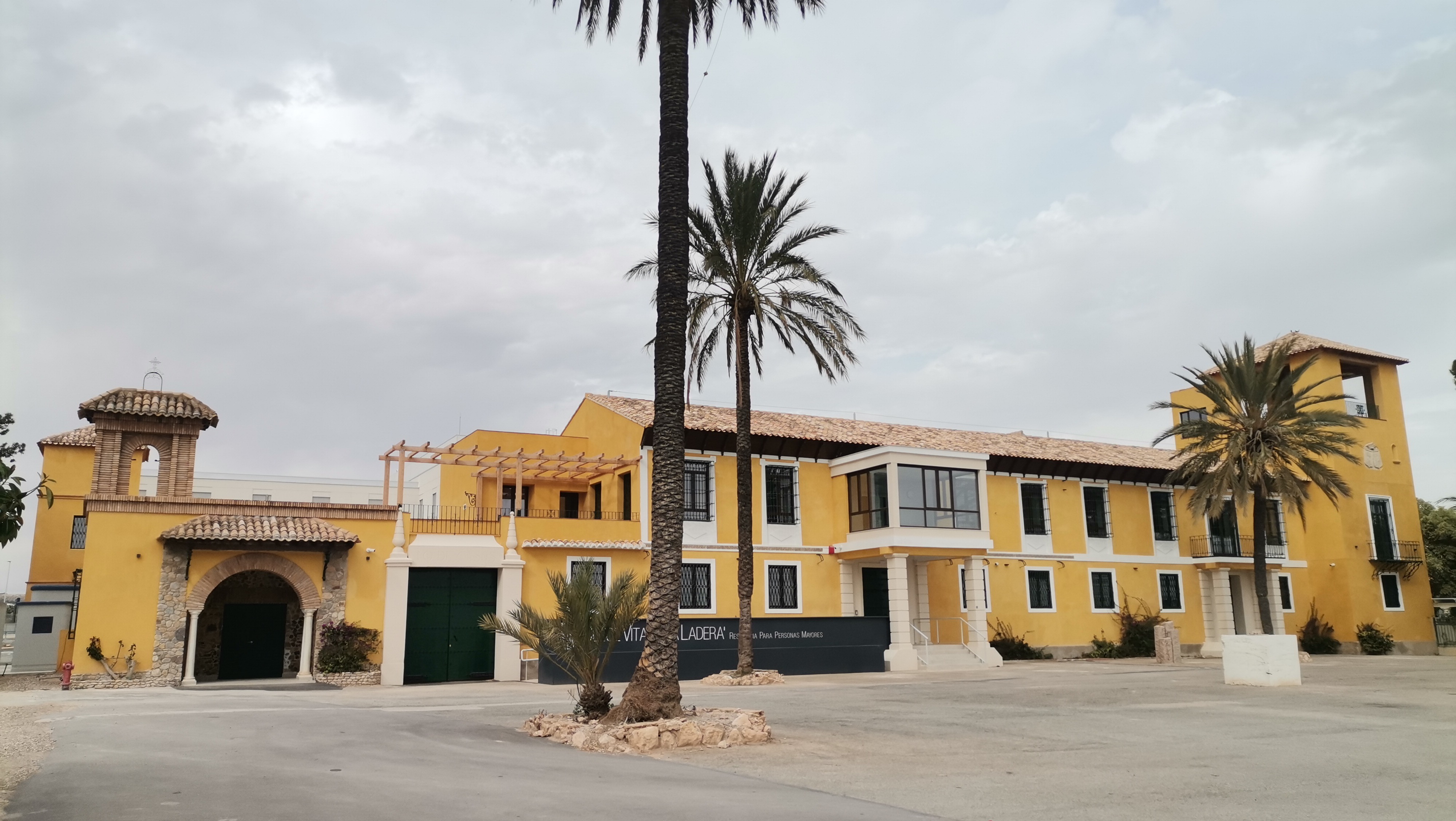
Casa de Torre Aledo, hoy La ladera

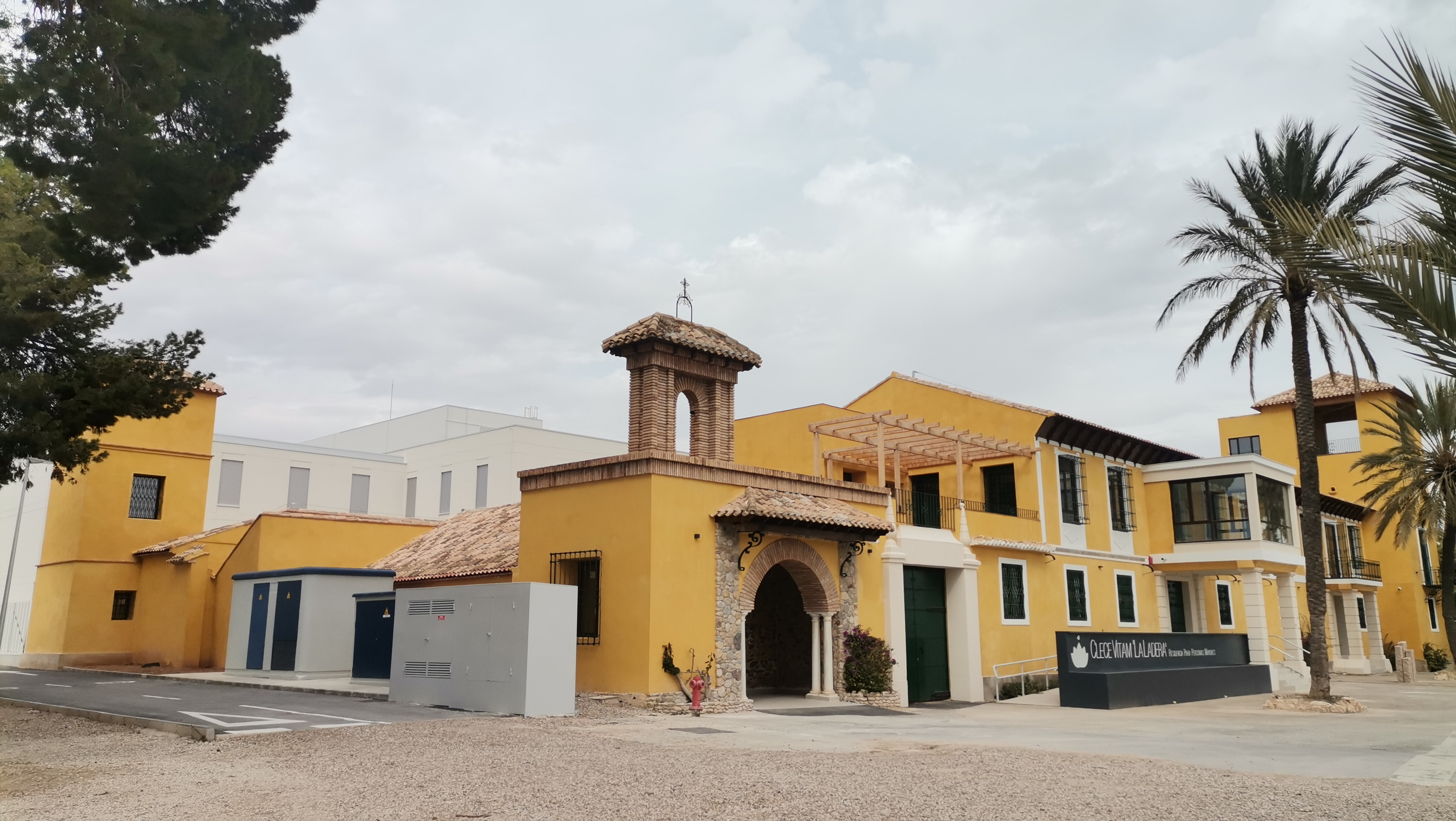
Casa La Ladera, vista capilla y fachada principal

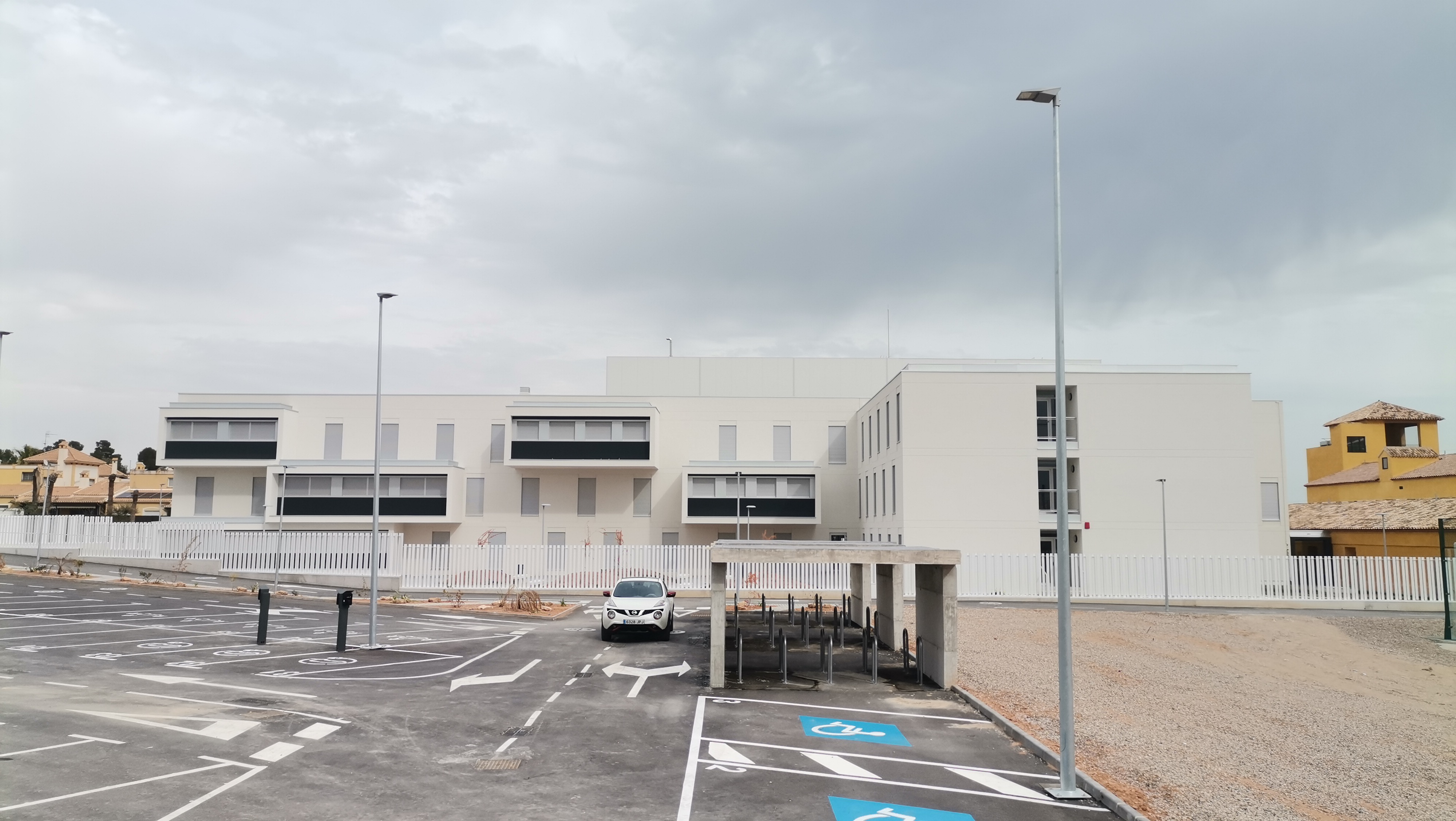
Residencia de personas mayores, La Ladera

## Historia y propietarios de Torre Aledo
La casona recibe este nombre porque en un principio fue propiedad del Marquesado de Aledo. Estuvo habitada durante varios años por el I marqués de Aledo (Mariano Vergara y Pérez de Aranda) y por su esposa (Josefa Calderón y Montalvo), II marquesa de Aledo.  Josefa enviudó en 1912 y falleció en 1918 sin descendientes. Esto provocó que la mansión se pusiera en venta y fuera adquirida por una joven pareja compuesta por el diputado Juan Antonio Pérez Urruti y Carolina Codorniú Bosch (1891-1985), hija del afamado ingeniero de montes Ricardo Codorníu y Stárico (1846-1923). El matrimonio residía en Madrid y residían temporalmente en la mansión solamente para sus vacaciones de verano. 
Carolina Codorniú falleció en 1985, a la edad de 94 años, y desde entonces Torre Aledo quedó abandonado.

## La Propiedad
Torre Aledo es una finca de unos 3000 m cuadrados. La casa principal estaba organizada en tres plantas. La planta baja albergaba dos salones, una capilla y una cocina. La segunda planta, habitaciones varias, biblioteca, y amplia terraza. La torre ocupaba la tercera planta. La zona exterior estaba ocupada por el establo, garajes y otras dependencias.

## El futuro de Torre Aledo
Una vez que falleció Carolina Codorniú Bosch la casa entró en grave estado de abandono y deterioro previos a su ruina.
Cuando se urbanizó el paraje de “La Ladera”, la Casona –ya en ruinas- se declaró Bien de Interés Cultural y se proyectó su rehabilitación como elemento turístico enclavado en el conjunto de los nuevos chalets de La Ladera. Se trata de una casa señorial tradicional murciana, de esas que se conocen como “torres”, que poblaron la huerta en tiempos pasados y de las que pocas quedan. El futuro de Torre Aledo parecía incierto. Hubo manifestaciones de grupos, como la Asociación por la conservación de la Huerta de Murcia (Huermur), a favor de restaurar la mansión o al menos protegerla para evitar un mayor deterioro.

### La Casa Torre Aledo de Churra pasa a ser una residencia para personas mayores
En 2021 se aprobó la recuperación del histórico edificio, al que no le daban uso desde hacía 36 años, para que fuera parte de una nueva residencia de personas mayores.
Los trabajos, de 2022 a 2024, supusieron una inversión de al menos 4 millones de euros. La residencia tiene una capacidad para albergar a 150 usuarios, que recibirán servicios como fisioterapia, enfermería y centro de día. Asimismo, se restauró el Escudo del Marqués de Aledo, declarado Bien de Interés Cultural.
Se modificó el uso de este espacio de terciario a asistencial, y se aprobó el proyecto que conserva la volumetría y composición de huecos en todas sus fachadas, sin alterar los materiales y colores originales y respetando su entorno próximo de vegetación. La finca trasera de la casa está ocupada hoy por la nueva residencia y sus instalaciones anejas. La antigua casa de Torre Aledo ha sido totalmente restaurada, y ahora es parte delantera de la residencia.